# Mohammed Dib
Mohammed Dib (ur. 21 lipca 1920 w Tilimsan, zm. 2 maja 2003 w La Celle-Saint-Cloud) – algierski pisarz, tworzący w języku francuskim, autor około 30 powieści. Przypuszczalnie jeden z najbardziej znanych w Europie twórców algierskich.

## Życiorys
Pisać zaczął bardzo wcześnie, pierwsze wiersze napisał jako piętnastoletni chłopak. W czasie II wojny światowej studiował literaturę francuską na uniwersytecie w Algierze. W 1952, dwa lata przed algierską wojną o niepodległość, ożenił się z Francuzką, w tym też roku wstąpił do algierskiej partii komunistycznej. Zaliczany jest do tzw. Pokolenia 52, które tworzyła grupa algierskich (francuskojęzycznych) pisarzy z Albertem Camus i Mouloudem Feraounem na czele. Zadebiutował w 1952 publikując powieść La grande maison, która powstała już w 1946 r.
W 1959 został deportowany z Algierii przez władze francuskie za otwarte wspieranie ruchu niepodległościowego. Osiadł wówczas na stałe we Francji.

## Twórczość
W swych dziełach Dib poruszał kwestie problematykę rodzinnego kraju, uwikłanego w wieloletnią (1954-1962) wojnę o niepodległość, dając autentyczny, niemal naturalistyczny w swej surowości, obraz niepokojów nurtujących społeczeństwo algierskie dążące do samodzielności i wolności.
Późniejszy okres twórczości Diba to literatura alegoryczna, oniryczna, fantastyczna, eksperymentalna. Dzieła były inspirowane surrealizmem, science-fiction oraz niosły w sobie pytania dotyczące ludzkiej psychiki.
Po polsku ukazały się przekłady jego powieści:
- La grande maison (1952)
- Le Talisman (1966) jako Talizman i Wielki dom przekład B. Durbajło i W. Bieńkowska, Warszawa, 1981,
- Au café (1957) jako W kawiarni, przekład H. Szumańskiej-Grossowej, Warszawa 1957,
- Qui se souvient de la mer (1962) jako Kto pamięta o morzu w przekładzie Wiery Bieńkowskiej, Warszawa, 1977
- La danse du roi (1968) jako Królewski taniec w przekładzie Barbary Durbajło, Warszawa 1976.